# Mokgweetsi Masisi
Dr. Mokgweetsi Eric Keabetswe Masisi (Bechuanalândia, 21 de julho de 1961) é um político do Botswana, Presidente do Botswana de 2018 a 2024. Ele também atuou como Ministro da Educação desde 2014 e, anteriormente, foi Ministro de Assuntos Presidenciais e Administração Pública de 2011 a 2014. Ele foi eleito pela primeira vez para o Parlamento em 2009.

## Biografia
Filho do político e diplomata Edison Masisi, Mokgweetsi Masisi é educado na Universidade Estadual da Flórida.
O jovem Masisi cresceu em Gaborone, frequentando as escolas primárias de Thornhill e Maru A Pula. Na escola, ele participou de competições de futebol e tênis, mas finalmente descobriu que jogar era sua vocação. Em 1984, ele foi aclamado por interpretar o papel principal em uma produção de Cry the Beloved Country em Gaborone e foi elogiado por Alan Paton por sua atuação. Durante os anos 80, ele atuou em muitas produções teatrais e também atuou em filmes B da África do Sul.
Durante os anos 80, Masisi tornou-se professor de ciências sociais no ensino médio por vários anos depois de se formar em inglês e história pela Universidade do Botsuana. Depois, ele ensinou na Mmanaana High School, em 1984, na vila de Moshupa, e na Universidade de Botswana, em 1987, como especialista em desenvolvimento de currículo. Em 1989, ele foi para a Florida State University para obter um mestrado em educação, após o qual foi contratado pela UNICEF no Botsuana.
Em 2002, Masisi casou-se com Neo Maswabi, uma contadora que, mais tarde, trabalhou para as Nações Unidas em Nova York e em Adis Abeba. Eles têm uma filha.

## Carreira
Masisi tentou sem sucesso a nomeação do Partido Democrático do Botswana (BDP) para se posicionar no eleitorado de Moshupa nas eleições gerais de 2004. Contudo, obteve a nomeação do BDP para o mesmo assento antes das eleições gerais de 2009 e ganhou o assento. Ele foi prontamente nomeado Ministro Adjunto para Assuntos Presidenciais e Administração Pública em outubro de 2009. Depois de pouco mais de um ano como ministro adjunto, foi nomeado Ministro dos Assuntos Presidenciais e da Administração Pública em janeiro de 2011. Masisi tornou-se Ministro da Educação e Desenvolvimento de Competências em capacidade de atuação em abril de 2014; foi reeleito para o seu lugar no Parlamento em outubro de 2014 e foi nomeado Ministro da Educação e Desenvolvimento de Competências em 28 de outubro de 2014.
Masisi foi nomeado pelo Presidente Ian Khama como Vice-Presidente do Botswana em 12 de novembro de 2014, permanecendo no cargo de Ministro da Educação. Em 1 de abril de 2018, ele foi empossado como o 5º presidente do Botswana, ele é agora o atual presidente da República do Botswana .
O presidente Khama nomeou Masisi como Chanceler da Universidade de Botswana em 5 de julho de 2017. A nomeação, que estava em consonância com a Seção 7 da Lei da Universidade de Botswana de 2008, foi por um período de cinco anos. Seguiu-se a morte do ex-presidente Quett Masire, que serviu como chanceler até sua morte em 22 de junho de 2017.
O governo de Mokgweetsi Masisi levantou a proibição da caça ao elefante em 2019 e está a oferecer licenças de caça em leilões com empresas. Estas empresas revendem-nas então com uma margem para caçadores de troféus. A África Austral tornou-se um destino para o turismo de caça, principalmente dos Estados Unidos.